# Campylocentrum madisonii
Campylocentrum madisonii  é uma espécie de orquídea, família Orchidaceae, que existe no Equador. Trata-se de planta epífita, monopodial, com caule alongado, cujas inflorescências brotam do nódulo do caule oposto à base da folha. As flores têm sépalas e pétalas livres, e nectário na parte de trás do labelo. Pertence à secção de espécies de Campylocentrum com folhas planas e inflorescências mais longas que as folhas.

## Publicação e histórico
- Campylocentrum madisonii Dodson, Icon. Pl. Trop., II, 5: t. 410 (1989).

Conforme informações fornecidas pelo holótipo desta espécie, depositada no herbário do Marie Selby Botanical Gardens, trata-se de uma planta coletada por Michael T. Madison, em 1977, a 900 metros de altitude, às margens do Rio Toachi, na província de Pichincha, Equador, pendente de alguma espécie de citrus. Trata-se de espécie com caule de cerca de 40 cm de comprimento, coberto por muitas folhas grandes e largas, medindo cerca de 6 cm de comprimento e 2,5 cm de largura, e inflorescências de quase 20 cm de comprimento, com flores brancas. Não foi possível obter mais informações.